# Die Schokohexe
Die Schokohexe (jap. ショコラの魔法, Shokora no Mahō für frz./jap. Chocolat no Mahō, dt. „Magie der Schokolade“) ist eine Mangaserie der japanischen Zeichnerin Rino Mizuho, die seit 2009 in Japan erscheint. Das Werk wurde als OVA-Reihe adaptiert und ist in die Genre Comedy und Mystery einzuordnen.

## Inhalt
Die Hexe Chocola Aikawa verkauft in ihrem Laden Chocolat Noir Schokolade, die Wünsche wahr werden lässt. Doch für jeden erfüllten Wunsch muss man Aikawa etwas Wertvolles geben. Das benutzt sie dann dazu neue Zauberschokolade herzustellen, die demjenigen der sie isst diese Fähigkeit verleiht. Begleitet wird sie von ihrem Kater Kakao, der, wie man im zweiten Band erfährt, in Wahrheit ein Dämon ist, der ihr die Kraft für ihre magischen Schokoladen gibt. Sie haben einen Pakt geschlossen, Aufgrund ihrer Vergangenheit, wenn Chocola Aikawa die "ultimative Schokolade" herstellt, erhält Kakao ihre Seele. Solange begleitet er sie und es werden Andeutungen gemacht, dass sie sich ineinander verlieben.
Je nachdem ob die Person des jeweiligen Kapitels 'gut' oder 'böse' ist, nimmt sie den Guten das Schlechte und den Bösen etwas Gutes. Letztlich wird den Guten aber stets das gegeben, was sie mit eigener Kraft auch selbst schaffen könnten. Während die Kapitel zu Beginn unabhängig voneinander waren, fängt es ab dem zweiten Band an, eine zusammenhängendere Story zu werden, in der man mehr über Chocolas und Kakaos Vergangenheit erfährt.

## Veröffentlichung
Der Manga erscheint seit September 2008 im Magazin Ciao beim Verlag Shogakukan in Japan. Die Kapitel wurden auch in bisher 24 Sammelbänden herausgebracht (Stand: März 2024). Seit Oktober 2013 veröffentlicht Carlsen Manga die Serie auf Deutsch in bisher 24 Bänden (Stand Juli 2025).

## Anime-Adaption
Zum Manga entstand eine 13-teilige Original Video Animation die vom Studio SynergySP unterstützt von Studio Hibari animiert wurde. Jede Folge wurde auf einer dem Magazin beigelegten DVD veröffentlicht, wobei die erste Folge Teil der Ausgabe 4/2011 vom 3. März 2011 war und der letzte Folge Teil der Ausgabe 2/2013 vom 28. Dezember 2012.
Die ersten neun Folgen bilden die Staffel Honō no Shō (炎の章, „Flammenkapitel“) und die letzten vier Teile die zweite Staffel Kokoro no Shō (心の章, „Herzkapitel“), bei der ein Großteil des Stabs ausgetauscht wurde. Regie führte bei der ersten Staffel Shin’ichirō Kimura und bei der zweiten Staffel in der ersten Folge Toshinori Fukushima, danach Katsumi Ono. Das Charakterdesign zur ersten Staffel entwarf Takayo Mitsuwaka und bei der zweiten Staffel Takao Sano. Die künstlerische Leitung lag in der ersten Staffel bei Natsuko Tosugi und in der zweiten Staffel bei Natsumi Sakamoto. Die Musik der Serie stammt von tenten.
| Rolle          | Japanische Stimme (Seiyū) |
| -------------- | ------------------------- |
| Cacao          | Kōki Miyata               |
| Chocola Aikawa | Yukana                    |